# Ludus duodecim scriptorum
Le Ludus duodecim scriptorum ou XII scripta (« Jeu des douze lignes ») est un jeu de table populaire de l'Empire romain. Ce jeu ressemble à l'actuel backgammon aussi appelé Jacket, mais se pratique généralement sur un plateau composé de 3 rangées et non de 2.

## Déroulement du jeu

### Matériel[1]
- 1 plateau de 3 rangées de 2 x 6 cases
- 30 pions, 15 blancs et 15 noirs
- 3 dés

### Hypothèse sur le début du jeu
Les règles exactes du début du jeu ne sont pas connues, toutefois l'hypothèse est la suivante :
1. Les joueurs lancent les dés, celui qui a le plus fort score commence.
2. Le jeu débute avec les pions hors du plateau, une fois les dés tirés, le joueur peut choisir :
  1. De placer un pion sur la case d'entrée correspondante à la somme des deux dés.
  2. De placer un pion sur la case d'entrée correspondante aux points du premier dé et un autre pion selon les points du deuxième dé.
  3. De placer un pion sur la case d'entrée correspondante aux points du premier dé et d'avancer un pion déjà en jeu selon les points du deuxième dé.
3. Les joueurs tirent les dés à tour de rôle.

Plateau fragmentaire conservé au Musée et Site romain d'Avenches (Aventicum)

### Règles
- Si les deux dés affichent le même nombre, le joueur peut les retirer.
- Si un pion arrive sur une case occupée par un pion de la même couleur, ils se lient pour ne former qu'un seul et même pion.
- Si un pion arrive sur une case occupée par un pion adversaire, ce dernier est sorti du jeu. Il peut revenir sur le plateau en repassant par une case d'entrée.
- Si un joueur ne peut faire aucun déplacement, il passe son tour.
- Une colonne de pions peut être défaite si une colonne adverse avec un nombre de pions égal ou supérieur à la première arrive sur la même case. Les pions sont sortis du plateau ; ils peuvent revenir en repassant par une case d'entrée
- Le joueur doit obtenir le nombre exact à son lancer de dés pour arriver sur la dernière case, sinon il passe son tour.

### But du jeu
Le premier joueur à avoir atteint la  case d'arrivée ROMANI   avec tous ses pions gagne la partie.